# Trochilodes leonardi
Trochilodes leonardi là một loài ruồi trong họ Tachinidae.